# スーダンレッド
スダンレッドまたはスーダンレッド (Sudan Red) は、アゾ基を持つ芳香族化合物で、赤色の合成着色料として用いられる化合物群。別名スダンR、ソルベントレッド1（Solvent Red 1）。多くの種類があり、スダン (I - IV)、スダンレッド 7B など、番号や記号を添えて区別される。
親油性があることから石油化学製品などの着色に用いられる。発癌性が疑われることから、多くの国では食品添加物としては認められていない。

## 種類
同系の赤色着色剤に主に下記がある。
- スダンレッドG（Sudan Red G）
  - IUPAC名： 1-(2-メトキシフェニルアゾ)-2-ナフトール　1-(2-Methoxyphenylazo)-2-naphthol
  - 構造式：C17H14N2O2
  - CAS番号：1229-55-6
- スダンI（Sudan I）
  - IUPAC名： 1-フェニルアゾ-2-ナフタレノール　1-phenylazo-2-naphthalenol
  - 構造式：C6H5N=NC10H6OH
  - CAS番号：842-07-9
- スダンII（Sudan II）
  - IUPAC名： 1-[(2,4-ジメチルフェニル)アゾ]-2-ナフタレノール　1-[(2,4-dimethylphenyl)azo]-2-naphthalenol
  - CAS番号：3118-97-6
- スダンIII（Sudan III）
  - IUPAC名： 1-{[4-(フェニルアゾ)フェニル]アゾ}-2-ナフタレノール　1-{[4-(phenylazo)phenyl]azo]-2-naphthalenol
  - CAS番号：85-86-9
- スダンIV（Sudan IV）
  - IUPAC名： 1-{{2-メチル-4-[(2-メチルフェニル)アゾ]フェニル}アゾ}-2-ナフタレノール　1-{{2-methyl-4-[(2-methylphenyl)azo]phenyl}azo]-2-naphthalenol
  - CAS番号：85-83-6
- スダンレッド7B（Sudan Red 7B。オイルバイオレット）
  - IUPAC名： N-エチル-1-{[4-(フェニルアゾ)フェニル]アゾ}-2-ナフチルアミン　N-ethyl-1-{[4-(phenylazo)phenyl]azo}-2-naphtylamine
  - CAS番号：6368-72-5

## 構造式
一連のスダンレッド系の色素のうちの一部について、構造式を示す。

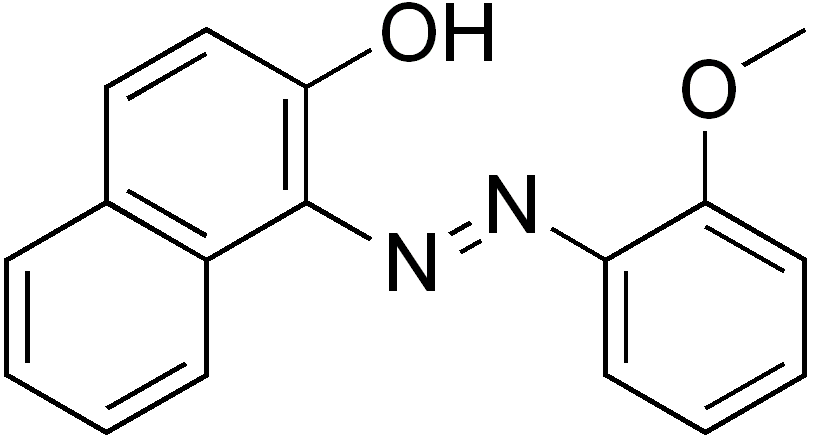
スダンレッド1 （スダンレッドG） CAS RN/[1229-55-6]
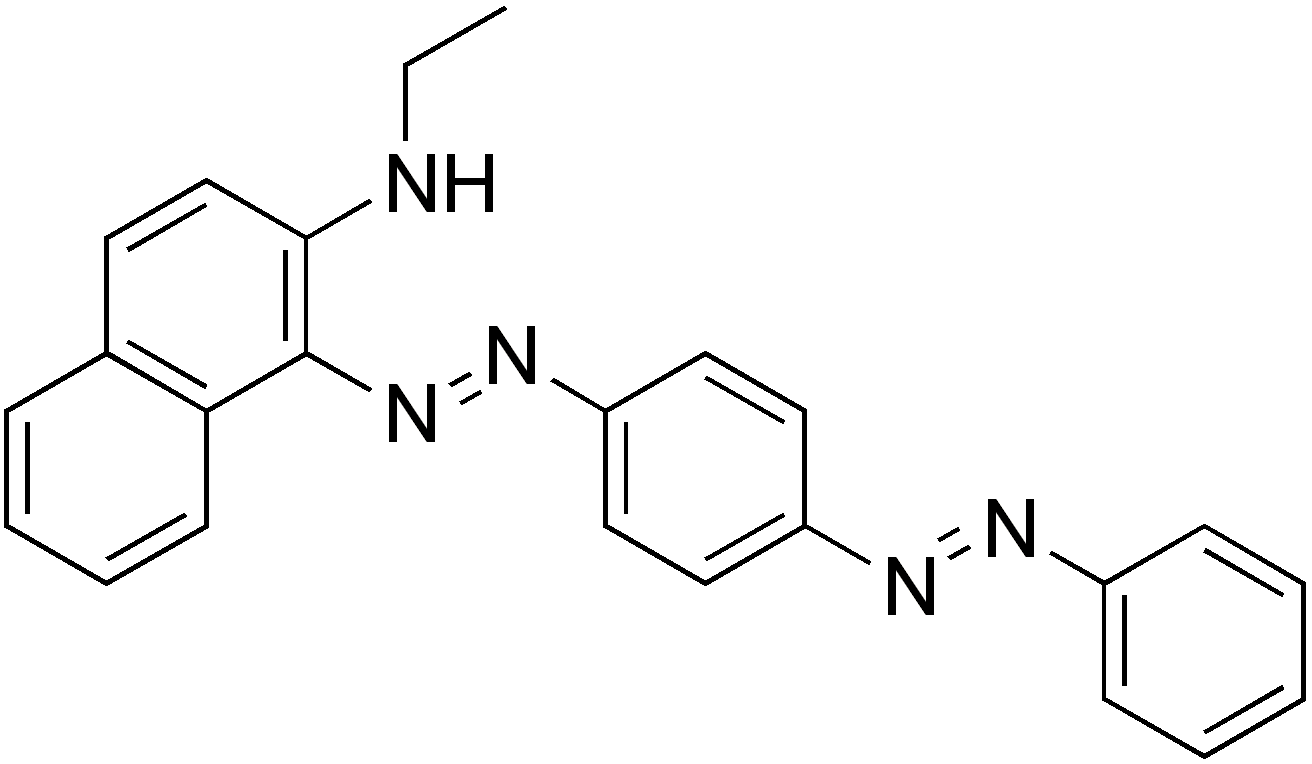
スダンレッド7B CAS RN/[6368-72-5]

## 安全性
国際がん研究機関の分類では、スダン I、スダン II、スダン III、スダンレッド 7B の 4 化合物が、Group 3 （ヒトに対する発癌性が分類できない）に分類されている。
欧州食品安全機関 (EFSA) の報告では、スダン I については遺伝毒性および発癌性が認められている。スダン II、スダン III、スダン IV、スダンレッド 7B については不十分なデータしか得られていないが、スダンIと同様の代謝産物が生じることから、同様に遺伝毒性ならびに発癌性をもつと推定されている。
スダンⅠは皮膚毒性も呈する。赤色219号色素の不純物として含まれ、化粧品に混入。女性の顔面に炎症症状や紫色の色素沈着を引き起こすリール黒皮症（女子顔面黒皮症）を発生させた。

## 食品への混入

### 欧州
2003年、インド産の唐辛子がスーダンレッドで着色されていることがフランス当局の分析にて判明、存在が広く知られるようになった。以後、EU圏内で監視体制が強化され、2005年には、イギリス国内にてスーダンレッドの含有が確認された300種類以上の食品が回収される騒ぎとなった。

### 中華人民共和国
中国当局は食品への添加を禁止しているが、食品の安全性に対する知識の欠如やモラルの低い零細業者を取り締まることが完全にはできず、2005年頃からしばしば国内で製造される食品についての摘発事例が報道されるようになった。具体的には、2005年には漬け物に、2006年には鹹蛋に（アヒルの卵の卵黄を赤くするために餌に）添加した例が摘発されたことから監視体制を強化した結果、2007年2月には口紅からの検出事例が、3月には北京市内のケンタッキーフライドチキンが使用したチリペッパーからの検出事例が報道されている。3月の検出事例はケンタッキーフライドチキンのほか、カップラーメンなどの食品製造業者数十社も併せて指摘されており、販売・製造停止などの措置を受けている。

### ベトナム
2007年3月、ベトナム保健省食品安全衛生局は、隣国の中国でスーダンレッドを含有する食品が発見されたことを受け国内の調査を実施。同年4月には、国内で流通している食品に問題はないとの発表を行った。しかし2007年5月、ベトナム国家医薬品試験所は、ベトナムで流通している中国製口紅の3ブランドの計9サンプルから発癌性物質の着色料スダンが検出されたと発表した。同年5月には、シンガポール当局がベトナムから輸入したアヒルの卵の加工品からスーダンレッドを発見したと発表している。